# Plectropomus pessuliferus
Plectropomus pessuliferus е вид бодлоперка от семейство Serranidae. Видът е почти застрашен от изчезване.

## Разпространение и местообитание
Разпространен е в Британска индоокеанска територия, Джибути, Египет, Еритрея, Йемен, Израел, Индия, Индонезия, Йордания, Кения, Мавриций, Малдиви, Мианмар, Саудитска Арабия, Сейшели, Сомалия, Судан, Тайланд, Танзания, Фиджи и Шри Ланка.
Обитава морета, лагуни и рифове. Среща се на дълбочина от 25 до 147 m.

## Описание
На дължина достигат до 1,2 m.
Популацията на вида е намаляваща.